# Мьюїнг

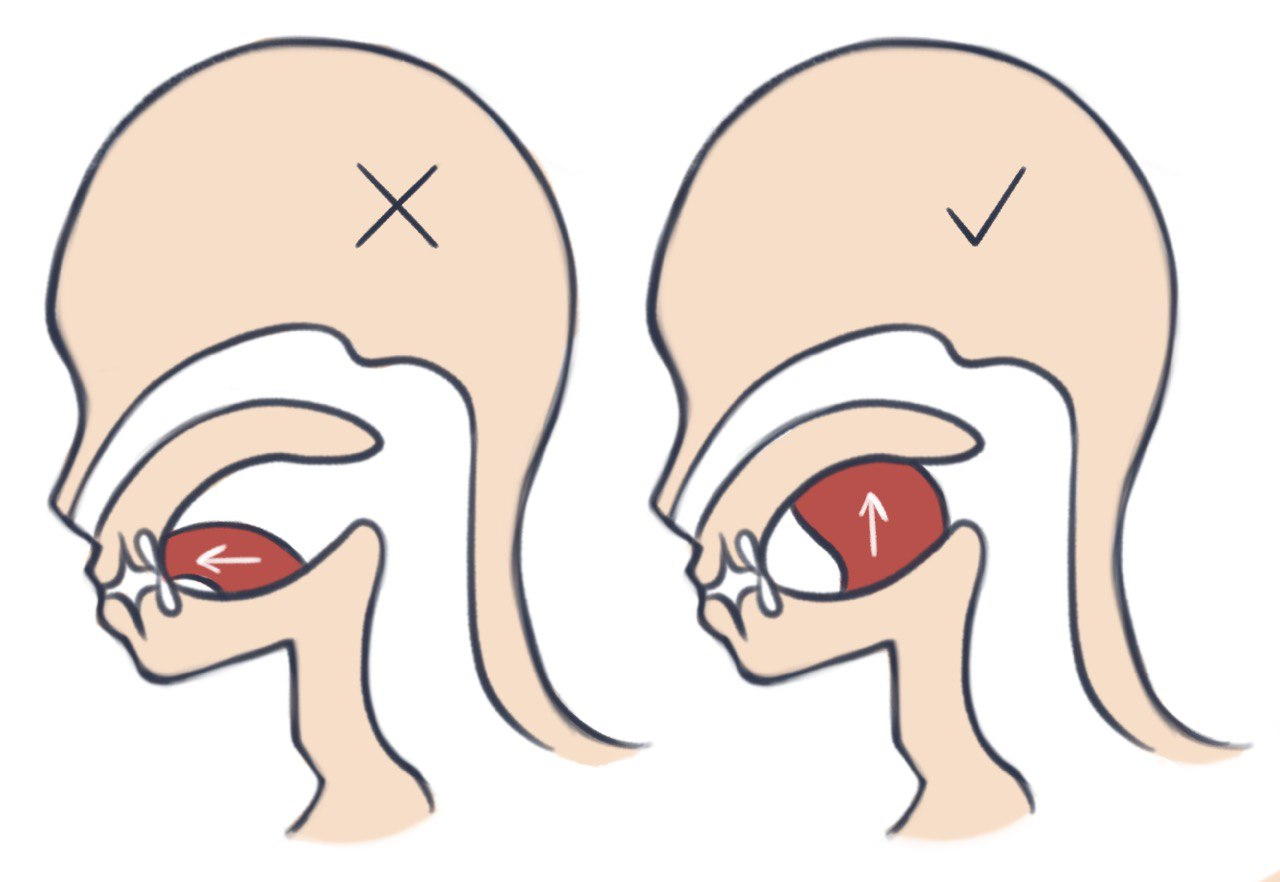

Мьюїнг (англ. Mewing), М'юїнг або Мевінґ — це метод тренування положення щелепи, спрямований на покращення структури щелепи та обличчя. Його назвали на честь Джона та Майкла Мев, суперечливих британських ортодонтів, які створили цю техніку як частину практики, яку вони називають «ортотропія». Це охоплює розміщення язика на піднебенні і стиснення зубів з метою зміни структури щелепи. Однак жодне надійне наукове дослідження ніколи не доводило ефективність ортотропії. Починаючи з 2019 року, мьюїнг почав набирати популярність в медіа через його вірусність у соціальних мережах, особливо в субкультурі інцелів і луксмаксингів.
Попри те, що ця методика має певні правдоподібні результати, багато ортодонтів вважають, що мьюїнг не має достатньо доказів для використовування як альтернатива ортогнатичній хірургії (корекції щелепи). Майкла Мев було виключено з Британського ортодонтичного товариства, і зараз його розглядають у справі про неправомірні дії за завдання шкоди дітям-пацієнтам, які пройшли його лікування.

## У медіа
Ця техніка була використана як інтернет-мем. У соціальних мережах, таких як TikTok або YouTube, автори відео проводять пальцем по своєму підборідді та щелепі, щоб показати те, що вони роблять мьюїнг. Стосовно появи Дональда Трампа на магшоті 2023 року журналіст Бінду Бансінат написав, що «можливо, він робить мьюїнг для кращого вигляду».